# Otaviano Pereira de Albuquerque
Otaviano Pereira de Albuquerque (Canguçu, 3 de julho de 1866 - Campos dos Goytacazes, 3 de janeiro de 1949) foi um prelado brasileiro da Igreja Católica, que serviu como bispo do Piauí e arcebispo de São Luís do Maranhão e de Campos.

## Biografia
Ingressou no Seminário Menor de Porto Alegre em 1879 e no dia 8 de dezembro de 1888, foi ordenado padre. Em 1913, era o pároco da Sé de Porto Alegre e vigário-geral da Arquidiocese.
Foi nomeado bispo do Piauí em 2 de abril de 1914 pelo Papa Pio X. Foi consagrado em 11 de junho de 1914 pelo cardeal Gaetano de Lai, secretário da Sagrada Congregação Consistorial, coadjuvado por Dom Francisco do Rego Maia, arcebispo-titular de Nicopolis ad Nestum e por Dom Guillermo Rojas y Arrieta, C.M., bispo do Panamá. Fez sua entrada solene na Sé em 24 de setembro do mesmo ano. Teve como missão a moralização do clero piauiense. A seu pedido, foi criada a Prelazia territorial de Bom Jesus do Gurgueia, no sul do Piauí.
Em 10 de fevereiro de 1922, com a elevação da Diocese de São Luís do Maranhão à dignidade de arquidiocese metropolitana, foi nomeado como seu primeiro arcebispo em 27 de outubro do mesmo ano.
Na Sé maranhense, realizou o primeiro Sínodo Arquidiocesano, reunindo todo o seu clero. Demonstrou grande interesse pela formação cultural e espiritual dos futuros sacerdotes, fundando a "Obra de São José", que tinha por finalidade angariar fundos para a manutenção do Seminário de São Luís. No total, ordenou 26 sacerdotes, sendo que 23 destes era do estado.
No campo político, enfrentou o problema causado pelo padre Astolfo Serra, que pela ativa participação na Revolução de 1930, foi nomeado interventor federal no Maranhão, com a concordância de Dom Otaviano. O padre, contudo, criou um clima de instabilidade na política estadual, fazendo com que fosse exonerado, ato que tentou resistir, mas em vão, até porque Dom Otaviano o suspendeu do exercício sacerdotal e Astolfo acabaria por resignar dos votos sacerdotais. Também teve a missão de organizar a Liga Eleitoral Católica no estado, para levantar candidatos para as eleições de maio de 1933 e outubro de 1934, cujos eleitos se encarregariam de elaborar, respectivamente, as novas Constituições do Brasil e do Maranhão, durante o governo de Getúlio Vargas.
Por conta da sua atuação política, acabou criando tensões no clero maranhense e, em 13 de abril de 1931, seguiu para o Rio de Janeiro, de onde não retornaria mais para São Luís, permanecendo do Mosteiro de São Bento. Assim, em 16 de dezembro de 1935, foi nomeado para a Diocese de Campos, mantendo seu título de arcebispo. Fez sua entrada solene em 15 de março de 1936.
Morreu em Campos dos Goytacazes, em 3 de janeiro de 1949, sendo sepultado na Catedral do Santíssimo Salvador.